# Silver Sable
Silver Sable, è un personaggio dei fumetti creato da Tom DeFalco (testi), Ron Frenz (matite) e Josef Rubinstein (chine) nel 1985, pubblicato dalla Marvel Comics. È apparsa per la prima volta su The Amazing Spider-Man (prima serie) n. 265 (giugno 1985). Nei fumetti ci sono state in tutto 2 Silver Sable.

## Biografia del personaggio

### Silvija Sablinova
Silvija è una mercenaria che saltuariamente protegge la sua nazione Symkaria, vicina a Latveria, la terra del Dottor Destino.
Quand'era piccola sua madre fu uccisa da un nemico di suo padre, un agente segreto che dava la caccia ai nazisti che scappavano: questo episodio segnò la sua vita e la rese sempre più decisa a proteggere il suo paese. Fondò un gruppo di agenti, il Branco Selvaggio, e venne aiutata da suo zio Morty per le armi e per organizzare le missioni.
Nella sua carriera ha collaborato con molti eroi e vigilanti come Capitan America, l'Uomo Ragno, Devil, Luke Cage, il Punitore e affrontato molti supercriminali come il Dottor Destino e Venom.
Una volta aiutò il tessiragnatele formando i Fuorilegge per contrastare i Vendicatori. In quell'avventura incontrò l'Uomo Sabbia che all'epoca cercava di essere un eroe e divenne un membro del Branco Selvaggio. Creduta morta quando Rhino la trattiene sott'acqua durante l'inondazione della base di Octopus,  Madame Web rivela a Peter Parker che la ragazza è in realtà sopravvissuta allo scontro. Quando Sable incontra Spider-Man dopo molto tempo, rivela che è riuscita a sopravvivere allo scontro contro Rhino usando una tuta speciale per nascondersi distraendolo per molto tempo da permetterle di scappare e ha usato la sua morte apparente per dare la caccia a gran parte dei suoi nemici.

### Sable Manfredi
Sable Manfredi è la reincarnazione di Silvija Sablinova. Nasce a Tallahassee, in Florida e fin dalla nascita dimostra un carattere ribelle. Uccide la madre all'età di 15 anni, venendo rinchiusa in un riformatorio. Diversi anni dopo, tornata in libertà, decide di compiere qualche piccolo furto per sopravvivere. Viene in seguito rapita da Kingpin che, dopo averla sedata, le inietta una sostanza che le permette di manipolare l'argento rinominandola Silver Sable. Combatte spesso con Spider-Man ma alcune volte collaborano contro una minaccia comune.

## Poteri e abilità
Silvija Sablinova non aveva superpoteri ma era molto addestrata nel combattimento corpo a corpo, nelle arti marziali nonché una ginnasta provetta. Inoltre è un'abile spadaccina e tiratrice con le armi da fuoco. Indossa un costume d'argento antiproiettile. Utilizza sempre armi da fuoco tecnologicamente molto avanzate.
A differenza della prima incarnazione, Sable Manfredi ha assunto una sostanza che le fornisce la capacità di manipolare l'argento per costruirsi armi, vestiti e altro ancora in pochi secondi.

## Versione ultimate
Silver Sable compare in Ultimate Spider-Man, come mercenaria assoldata dalla Roxxon Oil per scoprire l'autore degli attentati a suo danno e per far questo deve catturare l'Uomo Ragno, ma viene sconfitta e uccisa.

## Altri media
Nella serie animata Spider-Man - L'Uomo Ragno (1994) collabora con l'Uomo Ragno per fermare i piani di Teschio Rosso che vuole riportare alla luce l'arma del giudizio finale; nella serie il suo gruppo viene chiamato "Mucchio Selvaggio".

## Videogiochi
In Marvel's Spider-Man di Insomniac Games, titolo uscito il 7 settembre 2018 in esclusiva Playstation 4, Silver Sable fa la sua comparsa come mercenario assoldato dal noto scienziato e ricco imprenditore Norman Osborn, per aiutare a contrastare il crimine della città, aiutando la polizia di New York.